# Vidmár Erzsébet
Vidmár Erzsébet [névváltozat: Vidmár Erzsi, Widmár Erzsébet] (Pest, 1856. október 24. – Manhattan, New York, 1944. április 29.), előbb mezzoszoprán, majd koloratúrszoprán énekesnő. 

## Családja
Vidmár/Widmár Jakab olasz gabona-nagykereskedő és Lévay (Maresch) Katalin gyermeke, Vidmár Katalin koloratúrszoprán énekesnő húga volt.

## Pályafutása
A Színi Tanoda elvégzése után 1877 végén Bécsben, Mathilde Marchesi világhírű mezzoszoprán énekesnőnél képezte tovább magát. Első szerződését a budapesti Népszínháznál kötötte, s először 1876 áprilisában lépett fel „A háromcsőrű kacsa” (Le Canard à trois becs, 1870) háromfelvonásos vígoperában Margit szerepében Jó visszhangot kapott első színpadra lépésekor: „A háromcsőrű kacsában mutatta be magát pénteken Vidmár Erzsi kisasszony, a népszínház újon szerződtetett operett-énekesnője s a színészeti tanoda pályavégzett növendéke. Osteval tengernagy nejét játszotta s midőn megjelent, a közönség tapsokkal fogadta. Virágbokrétát is kapott buzdításul. Csinos alakja, iskolázott, elég erős mezzoszoprán hangja van s csak az első felvonásban látszott meg rajta, hogy kezdő. Kissé szaporán mondta el a jól betanult szöveget, bátortalan volt mozgásában, de a második és harmadik felvonásban már élénken beszélt, énekelt és mozgott. A »kotkodácsoló-dal«-ért megtapsolták, nemkülönben a »delejes párdal« után is, melyet Kápolnaival énekelt. Első föllépése mindenesetre biztató.”
Vizsgaelőadása 1876 júniusában volt a Nemzeti Színházban, s később is elismerően írt róla a színikritika a további általa játszott szerepeiben. Oklevelének megszerzési évét több forrás 1876-ra, más források és adatbázisok 1877-re teszik, az bizonyos, hogy 1876 második felében már a Népszínház szerződött énekese volt. Legtöbbször Charles Lecocq hősnőit alakította: „Kis doktor” (Le Pompon, bemutató: 1876. november 18.; Henri Chivot és Alfred Duru szövege), „Angot asszony leánya” (La Fille de Mme Angot, Louis-François Clairville, Victor Koning és Paul Siraudin szövegkönyve, 1873), „Kosiki”  (William Busnach és Armand Liorat szövegkönyve, 1876, Blaha Lujzával váltakozva) adta elő. Léo Delibes: „Pétaud király udvara” (La Cour du roi Pétaud, 1869). Búcsúelőadása Lecocq: „Kis menyecske” (La petite mariée, Eugène Leterrier és Albert Vanloo szövegkönyve, 1875) című operettje volt, amelynek címszereplőjét 1877. október 9-én játszotta Magyarországon. 
Ezután külföldre szerződött, előbb Milánóba, Londonba, itteni sikerei után pedig 1880-ban Dél-Amerikában vállalt operaturnét, Buenos Airesben és Santa Fében aratta legnagyobb sikereit.
Főbb szerepei: Gaetano Donizetti kétfelvonásos operájának Borgia Lucreziája, Verdi A trubadúrjának Leonorája, ugyancsak Verdi Rigolettójában Gilda szerepe, Charles Gounod Faustjában Margaréta szerepe stb.
Montevideoban települt le, és Carlos E. Boutonhoz ment feleségül, ekkor a színpadtól visszavonult.

## Szerepei pályája kezdetén
- Erkel Ferenc: Brankovics (Apród szerep), 1874/1875, Nemzeti Színház (még operaszakos hallgatóként)[9]
- Eugène Scribe és Casimir Delavigne, Daniel Auber zenéje, ford. Ormay Ferenc: A kőműves (Zobeide, Irma társa szerep), 1875, Nemzeti Színház (még operaszakos hallgatóként)[10]
- Giuseppe Verdi: A végzet hatalma, Francesco Maria Piave szövegkönyve alapján, (Curra, Leonora komornája szerep), 1875, Nemzeti Színház (még operaszakos hallgatóként)[11]
- Daniel Auber: A fekete dominó (Ursula szerepe), 1875, Várszínház, (még operaszakos hallgatóként)[12]
- Szigligeti Ede: Nagyapó, zenés népszínmű 3 felvonásban. Zenéjét szerezte Doppler Károly. Népszínház.[13]
- Charles Lecocq: Angot asszony leánya, 1876. (Angot Clairette  szerepe). Népszínház.[14]
- Charles Lecocq: A kis menyecske, 1876. Népszínház.[15]
- Tinódi Lajos:[16] A harctéren. (Alkalmi tarkaság, melyet a színlap elméssége »eredeti tudósításnak« nevez. ... Egy szerb kisasszony, Darinka – Vidmár Erzsi – magyar dalt énekel benne), 1876. november. Népszínház.[17]
- Charles Lecocq: A kis doktor, 1876. Népszínház. (Fioretta szerepe).[18]
- Tinódi Lajos: A tündérhaj. Zenés bohózat. (Mariska, varróleány szerepe), 1877. Népszínház.[19]
- Richard Genée(wd): A kapitány kisasszony. Vígopera 3 felvonásban. Eredeti cím: Der Seekadett(wd). Szövegkönyv: Zell, Friedrich[20] (1829-1895), Genée Richard (zeneszerző), Rákosi Jenő (fordító). 1877. Népszínház. (Mária Franciska, Portugália királynéja szerep) [21]
- Léo Delibes: Pétaud király udvara. (Girandola szerepe). 1877. Népszínház.[22]
- Charles Lecocq: Kosiki. (Soldosnéval felváltva Kosiki szerepe), 1877. Népszínház.[23]